# Montagnana
Montagnana je severoitalské město v provincii Padova v Benátsku, s dobře zachovaným středověkým historickým jádrem a opevněním.

## Geografie
Sousední obce: Bevilacqua, Casale di Scodosia, Megliadino San Fidenzio, Minerbe, Pojana Maggiore, Pressana, Roveredo di Guà, Saletto, Urbana.

## Urbanistická podoba a památky
Město je mimořádnou památkou především z urbanistického hlediska: dochovala se původní struktura ulic a budov, postavených především v období renesance a částečně v průběhu ekonomického rozkvětu 19. století. Tato původní podoba města je uzavřena městskými hradbami, které náležejí k nejlépe dochovaným v Evropě. K tomuto fortifikačnímu komplexu, vybudovanému po roce 1300 k ochraně okolí hradu San Zeno, náležejí dvě fortifikace, které střežily přístup do města: na západě, od Padovy to byla pevnost Rocca degli Alberi (Alberiho skála) – malá pevnostní stavba vojenského charakteru se dvěma věžemi, vybudovaná v letech 1360–1362, a na východě, od Verony pak hrad San Zeno (Il castello San Zeno), nazvaný podle jména blízké vesnice. Teprve později, kolem roku 1500, byla v hradbách otevřena nová, třetí brána, zvaná Nová (Porta Nova) nebo Vicenzská (Porta di Vicenza).
Ve městě se na velkém centrálním náměstí vypíná katedrála (il Duomo, postavená v letech 1431–1502), impozantní pozdně gotická stavba s renesančními úpravami a přístavbami. V interiéru se nachází vedle řady jiných uměleckých děl obraz Proměna od Paola Veronese a velká votivní textilie zobrazující bitvu u Lepanta (1571).
V blízkosti městského jádra se nachází Villa Pisani, jedno z mistrovských děl Andrey Palladia. Jde o jednu z palladiovských vil, prohlášených Unescem za Světové dědictví.

## Náboženství
Největším svátkem v obci je 15. srpen, kdy se oslavuje Nanebevzetí Panny Marie.

## Ekonomika
Typickým místním produktem je šunka Berico-Euganeo.

## Významné osobnosti města
V roce 1885 se zde narodili dva významní tenoři: Giovanni Martinelli a Aureliano Pertile a spisovatel Ferdinando Camon.

## Vývoj počtu obyvatel
Počet obyvatel

## Doprava
Obec je dostupná železnicí – trať Mantova-Monselice.